# Estrela de Kapteyn
Coordenadas:  05h 11m 41s, −45° 01′ 06″
A Estrela de Kapteyn é uma anã vermelha a cerca de 12,83 anos-luz (3,93 pc) da Terra na constelação austral de Pictor. Com uma magnitude aparente visual de 8,85, é visível somente através de binóculos ou telescópios. É a estrela do halo galáctico mais próxima conhecida, e também a segunda estrela com o maior movimento próprio de todo o céu, atrás da Estrela de Barnard. Em 2014, foi anunciada a descoberta de dois planetas orbitando a Estrela de Kapteyn.

## História
A estrela hoje conhecida como Estrela de Kapteyn foi originalmente catalogada pelo astrônomo holandês Jacobus Kapteyn em 1898. Enquanto ele observava fotografias do céu, notou uma estrela com um movimento próprio muito alto de mais de oito segundos de arco por ano. Mais tarde, a estrela ficou conhecida como Estrela de Kapteyn, em homenagem ao seu descobridor. Naquela época, tinha o maior movimento próprio de qualquer estrela conhecida. Com a descoberta da Estrela de Barnard em 1916, a Estrela de Kapteyn ficou em segundo lugar, onde permanece até hoje.

## Características

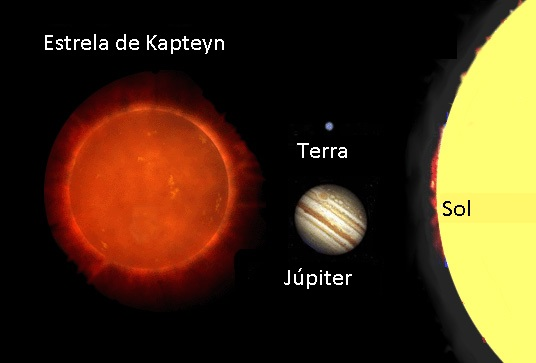
Comparação de tamanho entre a estrela de Kapteyn, a Terra, Júpiter e o Sol.

Com base em medições de paralaxe pelo satélite astrométrico Hipparcos, a Estrela de Kapteyn está localizada a 12,76 anos-luz (3,91 parsecs) da Terra. Há 10 800 anos, esteve a 7 anos-luz (2,15 parsecs) do Sol e tem se distanciado desde então. Seu tipo espectral é de sdM1, o que indica que é uma estrela subanã com uma luminosidade menor que a de uma estrela da sequência principal de mesma classe espectral. Possui uma massa de 28% da massa solar, um raio de 29% do raio solar e uma temperatura efetiva de 3 510 K, muito menor que a solar. A abundância de elementos que não são hidrogênio e hélio, a metalicidade, é de cerca de 14% da abundância solar. É uma estrela variável do tipo BY Draconis com a designação VZ Pictoris. Estrelas desse tipo mudam de luminosidade por causa da presença de manchas estelares na superfície, resultantes de atividade magnética na cromosfera, que entram e saem da linha de visão da Terra conforme a estrela rotaciona.
A Estrela de Kapteyn possui várias outras peculiaridades: possui uma alta velocidade radial, orbita a Via Láctea de forma retrógrada (em sentido contrário ao da maioria das estrelas), e é a estrela do halo galáctico mais próxima do Sol conhecida. É membro de uma associação de estrelas com a mesma trajetória pelo espaço, conhecido como grupo Kapteyn. Existem evidências que as estrelas desse grupo se formaram em uma galáxia anã satélite da Via Láctea que se fundiu com ela em algum momento no passado. Suspeita-se que o remanescente dessa galáxia seja o aglomerado globular Omega Centauri, que tem órbita retrógrada e metalicidade similares às da Estrela de Kapteyn. Durante o processo de fusão, as estrelas do grupo, incluindo a Estrela de Kapteyn, podem ter sido atiradas para fora do aglomerado por força de maré galáctica.

## Sistema planetário
Em 2014, foi anunciada a descoberta de dois planetas orbitando a Estrela de Kapteyn. A descoberta foi feita pelo método da velocidade radial, que consiste em detectar pequenas variações na velocidade radial de uma estrela causadas pela gravidade de um planeta. Os planetas são super-Terras com massas mínimas de 4,8 e 7,0 vezes a massa da Terra. O primeiro orbita a estrela a uma distância média de 0,17 UA com um período de 48,6 dias, estando dentro da zona habitável do sistema. O segundo planeta está mais afastado, a uma distância média de 0,31 UA, e tem um período de 121,5 dias.
| Planeta | Massa             | Semieixo maior (UA) | Período orbital (dias) | Excentricidade   |
| ------- | ----------------- | ------------------- | ---------------------- | ---------------- |
| b       | ≥4,8 +0,9 −1,0 M⊕ | 0,168 +0,006 −0,008 | 48,616 +0,036 −0,032   | 0,21 +0,11 −0,10 |
| c       | ≥7,0 +1,2 −1,0 M⊕ | 0,311 +0,038 −0,014 | 121,54 ± 0,25          | 0,23+0,10 −0,12  |